# 上帝的错觉
《上帝的错觉》 ，又译作《上帝的迷思》 是英國皇家学会会员、英国皇家文学学会会员、牛津大学大众科学教育讲座教授理查德·道金斯的一部著作，为2006年畅销书。截至2010年1月，该书英文版已卖出200万册，并翻译成34种语言。理查德·道金斯是当代最著名的无神论者之一，生于内罗毕，英国演化生物学家、动物行为学家、科学传播者、作家，1990年任牛津大学动物学正教授，1995-2008年升任大众科学教育讲座教授。
新无神论是21世纪初的一群无神论作家所提出的思想。他们主张“对宗教在政府，教育和政治等任何施加不适当影响的任何地方，不应该只是简单地被容忍，而应该受反驳、批评，并暴露于理性的争论之下”。本书是新无神论代表作之一。
中文简体字版有两个版本：
1. 《上帝的迷思》，中国：海南出版社，2010，华东师范大学教授陈蓉霞翻译。该版本翻译品质欠佳，但在2017年的校订版中得到改进。[3]
2. 《上帝的错觉》，中国：海南出版社，2017年9月，是2010版基础上的校订版。2018年6月第2次印刷。[4][5]

## 简介
道金斯在书中指出，相信上帝的存在不仅是错误的，也会导致社会之间的隔阂、压迫和误解，同时宗教也是战争、性別歧视等一系列问题的元凶之一。
以前的作家中的许多人认为科学不关心甚至无法处理“上帝”的概念，理查德·道金斯则相反，道金斯以其直言不諱的語氣和科學求證的態度挑戰「上帝創造世界」宗教概念而聞名。道金斯对有神论者定义如下：相信这样的超自然智慧神（又称为“人格化的上帝”），神除了首先要创造宇宙的主要工作之外，仍然在监督和影响他的最初创造物的后续命运。按此定义，自然神论者不被道金斯归为有神论者
这本书包含十章，前几章论证几乎肯定没有上帝，而其余章节讨论了宗教和道德。

## 上帝假说
上帝假说指出，我们居住的实在还包含了这样的超自然智慧神，神除了要设计创造宇宙外，仍然在用各种奇迹来干涉宇宙，这些奇迹临时性改变了他所指定的大自然定律。理查德·道金斯声称“上帝假说”（The God Hypothesis）是有效的科学假说，对物理的宇宙有影响，像其他任何科学假设一样都可以得到检验和证伪。他坚持认为，上帝的存在或不存在是关于宇宙的科学事实，如果在实践中还无法验证而发现，但原则上是可以发现的。比如，圣经中“处女生育”和“死后三日复活”等命题，也是有效的科学假说，应当按其他任何科学假设的验证标准来评判及证伪。
20世纪英国的著名哲学家伯特兰·罗素曾用其罗素的茶壶的例子说明，举证的负担在于提案者，论证有神论者才负有举证上帝存在的责任，任何人都没有反证断言的责任。道金斯进一步用反证法的论述，如果在无法由科学证明的情况要求相信和不相信一个上帝存在都同样得到50%概率的认可，那么它也必须给予相信飞天面条神教和罗素的茶壶存在同等的尊重，因为茶壶环绕类似上帝存在同样无法去科学证明或否证。
由於其知名度和傳媒曝光率，飛行麵條怪物經常用以作為羅素的茶壺的現代版本，既然飛行麵條怪物的存在不可見且不可探知，類似其他超自然存在，不能證偽，證明了舉證責任落在那些肯定其存在的人身上。理查德·道金斯解釋說：「舉證責任在那些相信上帝、飛行麵條怪物、仙女或不管是什麼的人身上，而不是由我們反對者去證明它不存在。」
书中還介绍了令人感兴确的一个实验。用实验方法检验为病人做祷告是否改善他们的健康状况。双盲的方式进行，病人以严格随机的方式安排。2006年4月的《美国心脏杂志》（《在心脏导管搭桥病人中为病人祈祷的治疗效果研究》）所报道的研究结果清晰明了：接受祷告的病人与没有接受祷告的病人之间不存在任何差异。该实验由某宗教组织赞助，因为该组织对祷告的效力深信不疑，尽管实验结果否认了祷告作用。

## 分析上帝存在的论证
本书第三章中研讨了历史上各种上帝存在的主要论证，分析这些论证错误的所在。比如详细分析了五路论证逻辑错误等。

## 宗教与道德
书中认为圣经描述的基督在道德品性中存在着非常严重的缺点。耶和华用洪水毁灭除了诺亚一家外的整个人类和所有动物（创世纪6-9），耶和华将硫磺与火降下毁灭所多玛和蛾摩拉城里所有的居民（创世纪19）与认可的道德标准不相容。特别是，耶和华将硫磺与火降下毁灭所多玛和蛾摩拉城里所有的居民（创世纪19）事件中，除了罗得不幸的妻子以外，整个家庭都逃了出来。但是不幸的是，主把他的妻子变成了盐柱，这仅仅因为她犯了一个众人認为非常轻微的罪行——回头看了一眼烟火表演而已。
书中研讨宗教与道德关系并介绍，许多神学家说不再接受从字面上的圣经，仍然有很多人仍然接受从字面上的圣经经文，包括诺亚的故事。根据盖洛普的说法，大约50％的美国选民仍然从字面上接受圣经经文。
书中批判了他所认为的与科学证据直接冲突的所有信仰。教孩子信仰本身就是一种美德，实际是真正有害的做法。信仰之所以邪恶，恰恰是因为它不需要理由，也不需要争论。灌输给孩子们无疑的信仰是一种美德，可能会让他们长大成为未来圣战或十字军东征的潜在致命武器，尤其是在某些不难获得的其他因素的影响下。

## 外部連結

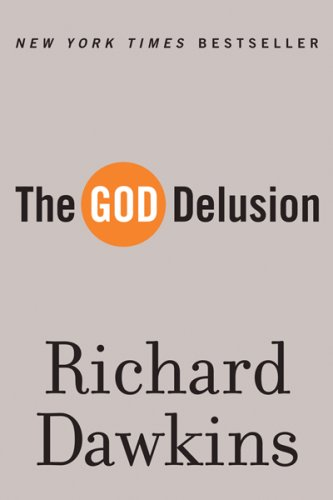

- Newsnight Book Club （页面存档备份，存于） – Extracts from The God Delusion
- Richard Dawkins interviewed by Laurie Taylor in New Humanist magazine （页面存档备份，存于）
- The God Delusion Debate (Dawkins – Lennox) (10/03/2007)
- Richard Dawkins‘ God Delusion (online reading) （页面存档备份，存于）
- The God Delusion by Richard Dawkins Audiobook （页面存档备份，存于）